# Oxycorynus melanocerus
Oxycorynus melanocerus is een keversoort uit de familie Belidae. De wetenschappelijke naam van de soort is voor het eerst geldig gepubliceerd in 1832 door Chevrolat.